# Латышево (Калужская область)
Латышево — деревня в Дзержинском районе Калужской области Российской Федерации. Входит в состав сельского поселения «Деревня Редькино».

## История
В 1965 г. Указом Президиума ВС РСФСР деревня Поповичи переименована в Латышево, в память о Герое Советского Союза Латышеве Владимире Федоровиче.

## Население
| 2002 | 2010 |
| ---- | ---- |
| 9    | ↘3   |